# 1845
1845 (MDCCCXLV) byl rok, který dle gregoriánského kalendáře započal středou.

## Události

### Česko

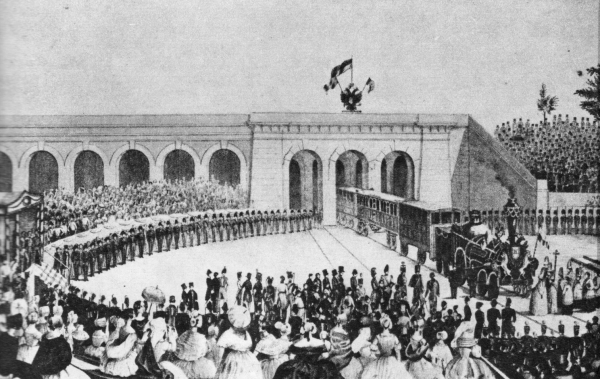
Příjezd prvního vlaku do Prahy

- březen – Rozsáhlé povodně v Českých zemích
- 29. března – Při povodni byla zničena lípa u Karlova mostu.
- 20. srpna – Na pražské nádraží přijel první vlak. Byla dobudována Severní státní dráha mezi Olomoucí a Prahou.[1]

### Svět
- 3. března – Florida se stala 27. státem USA.
- 4. března – Do úřadu nastoupil 11. prezident USA James K. Polk.
- 19. května – Z anglického Greenhithe vyplula Franklinova expedice s cílem nalézt Severozápadní průjezd mezi Atlantikem a Pacifikem. Nikdo ze 129členné posádky se nevrátil.
- září – Kvůli bramborové plísni začal Velký irský hladomor, při kterém v Irsku během následujících 4 let zahynuly statisíce lidí.
- 9. října – Anglikánský teolog John Henry Newman byl přijat do Římskokatolické církve. V roce 1879 jej papež Lev XIII. jmenoval kardinálem.
- 29. prosince – Zanikla Texaská republika a Texas se stal 28. státem USA.
- ? – Dcera osmanského sultána Mahmuda II., princezna Adile Sultan byla provdána za velitele floty Mehmeta Aliho Pashu.

### Probíhající události
- 1817–1864 – Kavkazská válka
- 1845–1849 – Velký irský hladomor

## Vědy a umění
- 28. srpna – V USA začal vycházet populárně vědecký časopis Scientific American.
- 19. října – V Drážďanech měla premiéru opera německého skladatele Richarda Wagnera Tannhäuser.
- Popsána čeleď promykovití.

### Knihy
- Karel Havlíček Borovský – Epigramy
- Alexandre Dumas starší – Hrabě Monte Cristo, Královna Margot, Tři mušketýři po dvaceti letech
- Edgar Allan Poe – Havran
- Adalbert Stifter – Horský křišťál
- Beschreibende und malerische Darstellung der K. K. österreichischen Staatseisenbahn von Olmütz bis Prag

## Narození

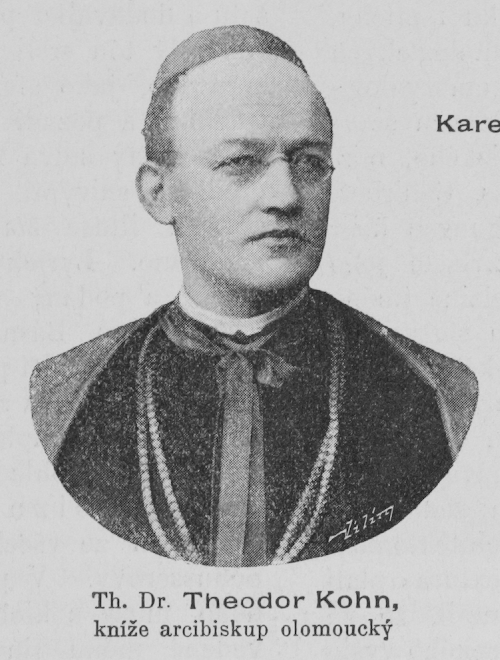
Theodor Kohn (* 22. března)

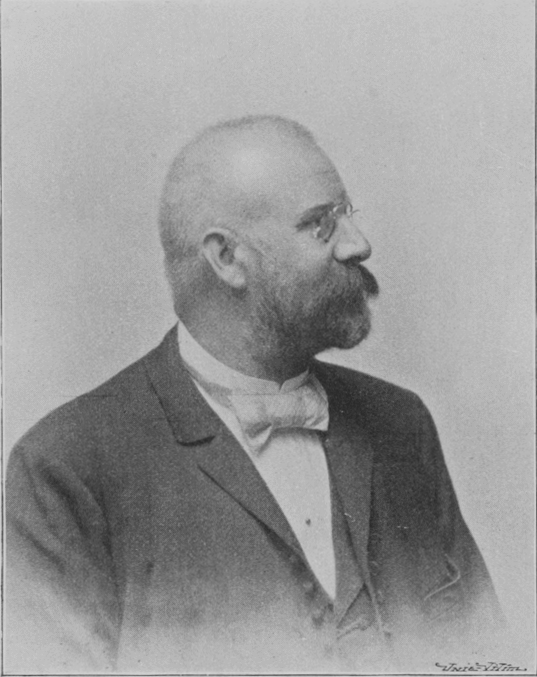
Bohuslav Schnirch (* 10. srpna)

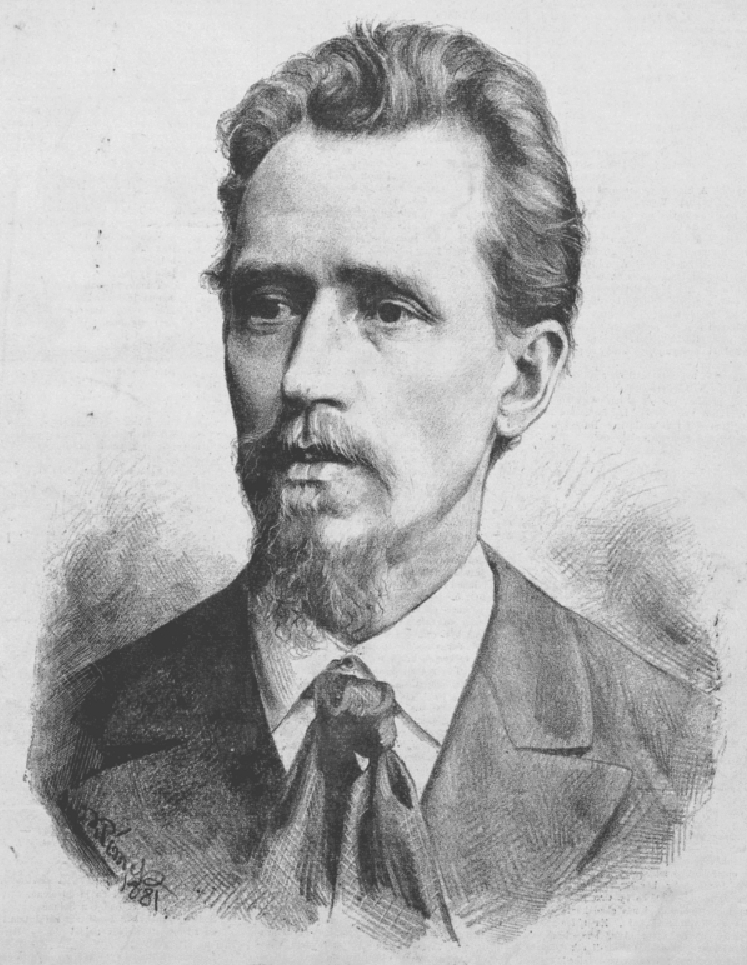
Josef Václav Sládek (* 27. října)

### Česko
- 9. ledna – Čeněk Ryzner, lékař, archeolog a sběratel († 12. února 1923)
- 13. ledna – Karel Eichler, kněz, hudebník a spisovatel († 25. dubna 1918)
- 30. ledna – Karel Urbanec, bankéř († 17. června 1891)
- 31. ledna – Adolf Kubeš, historik a filolog († 17. června 1907)
- 3. února – Václav Formánek, politik († 9. prosince 1919)
- 9. února – Josef Schaniak, architekt († 7. března 1905)
- 12. února – Eduard Oberwimmer, poslanec Moravského zemského sněmu († 1923)
- 15. února – Jan Hendrich, ekonom a amatérský archeolog († 22. dubna 1926)
- 17. února – Bohumil Bauše, přírodovědec a spisovatel († 14. listopadu 1924)
- 27. února – Josef Krofta, poslanec Českého zemského sněmu a starosta Plzně († 3. listopadu 1892)
- 10. března – Vojtěch Mayerhofer, novinář a lexikograf († mezi 28. červnem a 23. červencem 1899)
- 19. března – Kleméňa Hanušová, učitelka tělocviku († 7. října 1918)
- 22. března – Theodor Kohn, arcibiskup olomoucký († 3. prosince 1915)
- 29. března – Antonín Lewý, malíř († 28. září 1897)
- 4. dubna – František Plesnivý, rakousko-uherský architekt († 9. srpna 1918)
- 7. dubna – Eduard Formánek, botanik († 9. srpna 1900)
- 12. dubna – Josef Maria Baernreither, předlitavský soudce a politik († 19. září 1925)
- 28. dubna – Antonín Bělohoubek, chemik († 25. prosinec 1910)
- 30. dubna – Emil Ott, právník, rektor Univerzity Karlovy († 15. prosince 1924)
- 13. května
  - Servác Heller, novinář, spisovatel a politik († 2. září 1922)
  - František Kytka, knihkupec a nakladatel († 20. prosince 1898)
- 14. května – Jan Mulač, portrétní fotograf († 8. srpna 1905)
- 22. května – Jan Kušta, geolog a paleontolog († 1. dubna 1900)
- 31. května – Ferdinand Marjanko, novinář, básník a překladatel († 13. května 1903)
- 12. června – Ota Kříž, strojník, polárník a cestovatel († 16. března 1874)
- 30. června – Heinrich Homma, starosta Znojma († červen 1921)
- 6. srpna – Adolf Bohaty, stavební podnikatel a politik († ?)
- 10. srpna – Bohuslav Schnirch, sochař († 30. září 1901)
- 27. srpna – Josef J. Pihert, hudební skladatel a pedagog († 21. října 1911)
- 20. září
  - Josef Köferl, spisovatel, básník a regionální historik († 1. prosince 1918)
  - Josef Tuček, advokát a politik († 24. července 1900)
- 23. září – Jaromír Hřímalý, violoncellista († 25. června 1905)
- 30. září – František Ekert, kněz, historik a spisovatel († 20. května 1902)
- 16. října – Klemens Barchanek, matematik († 16. června 1923)
- 22. října – Edmund Reitter, německý entomolog, vydavatel a obchodník († 15. března 1920)
- 27. října – Josef Václav Sládek, spisovatel († 28. června 1912)
- 30. října – Václav Němec, podnikatel a politik († 20. prosince 1924)
- 6. listopadu – Jindřich Záhoř, lékař, pražský městský hygienik a politik († 21. září 1927)
- 10. listopadu – Karel Vrba, mineralog, rektor Univerzity Karlovy, politik († 7. prosince 1922)
- 14. listopadu – Karel Lier, herec a režisér († 4. října 1909)
- 19. listopadu – František Schmoranz mladší, architekt († 11. ledna 1892)
- 25. listopadu – Bohumír Roubalík, malíř († 17. března 1928)
- 14. prosince – Josef Vychodil, politik († 15. června 1914)
- 17. prosince – Jan Rosický, českoamerický novinář a prozaik († 2. dubna 1910)
- 22. prosince – Otakar Jedlička, lékař, novinář a spisovatel († 27. června 1883)
- 26. prosince – Štěpán Pučálka, lékař, organizátor kulturního života a politik († 2. února 1914)

### Svět
- 5. ledna

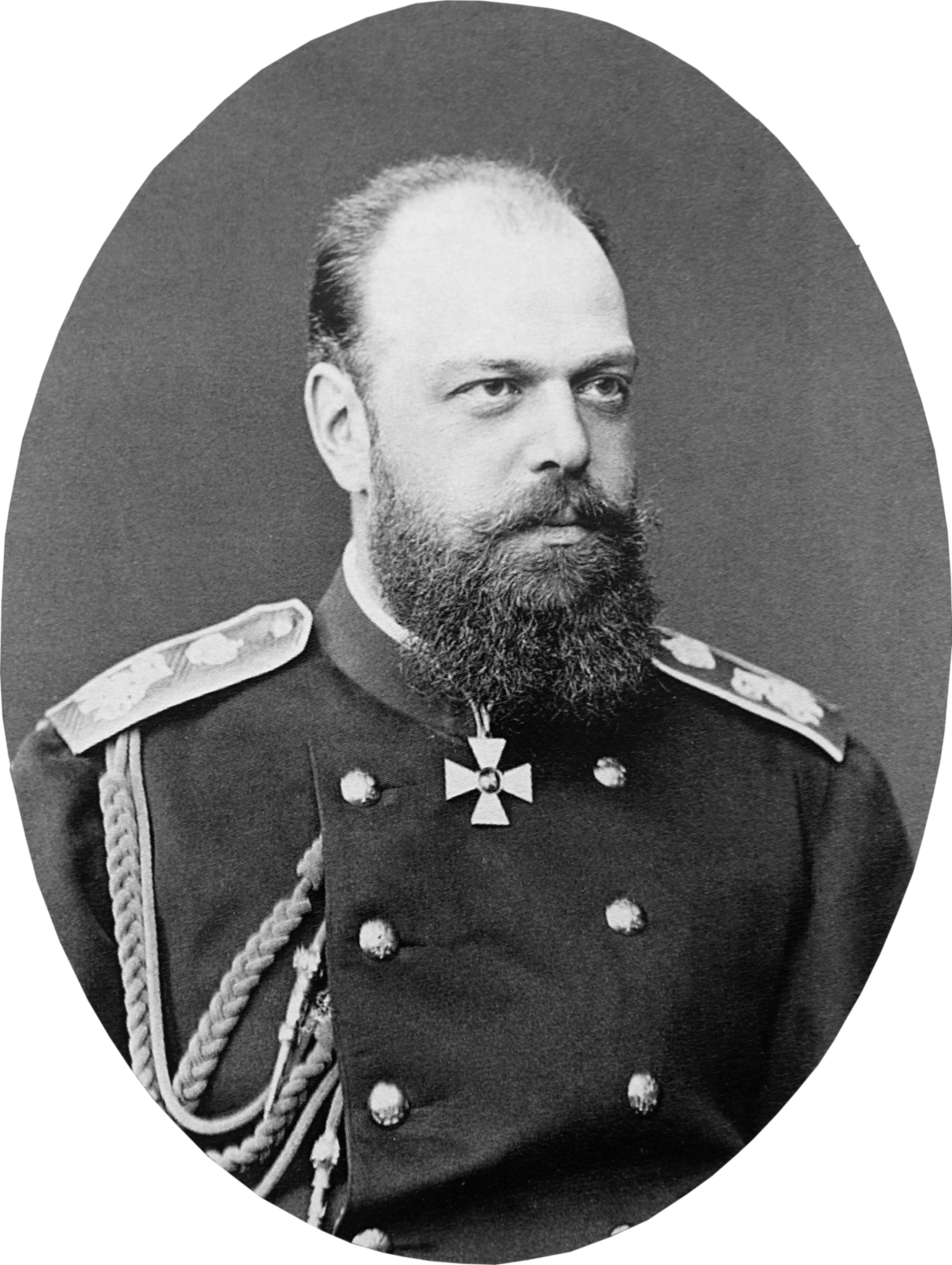
Alexandr III. Alexandrovič (* 10. března)

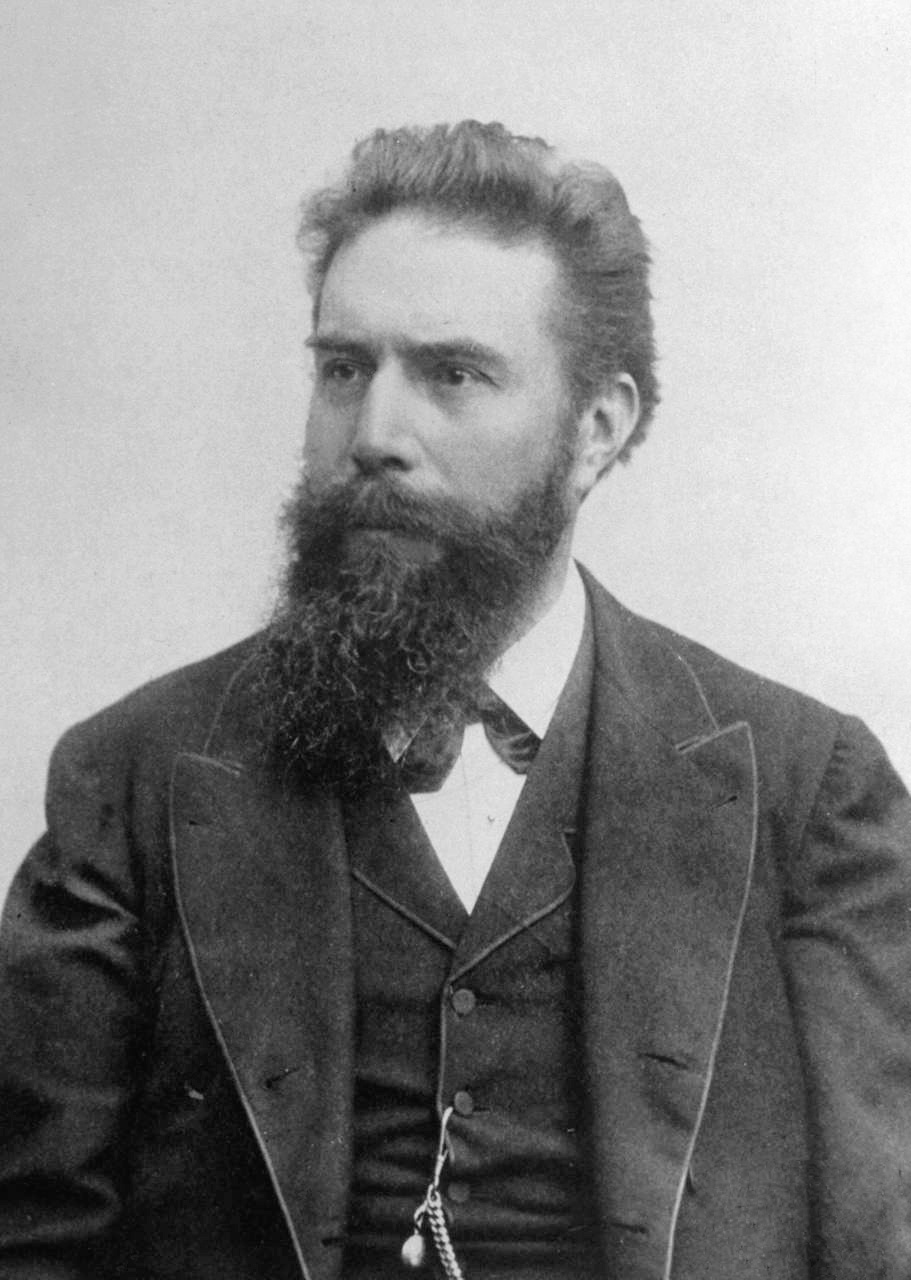
Wilhelm Conrad Röntgen (* 27. března)

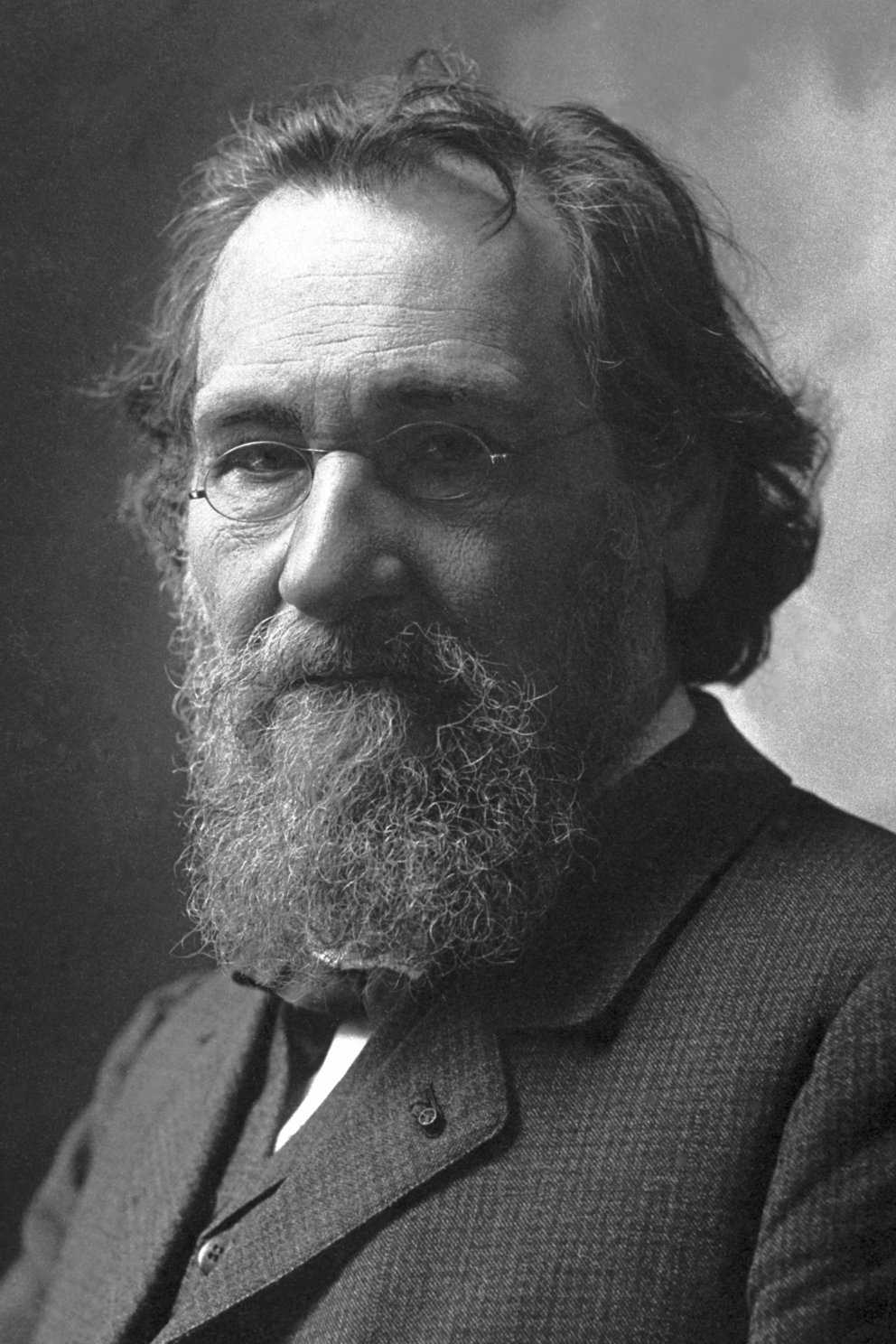
Ilja Iljič Mečnikov (* 15. května)

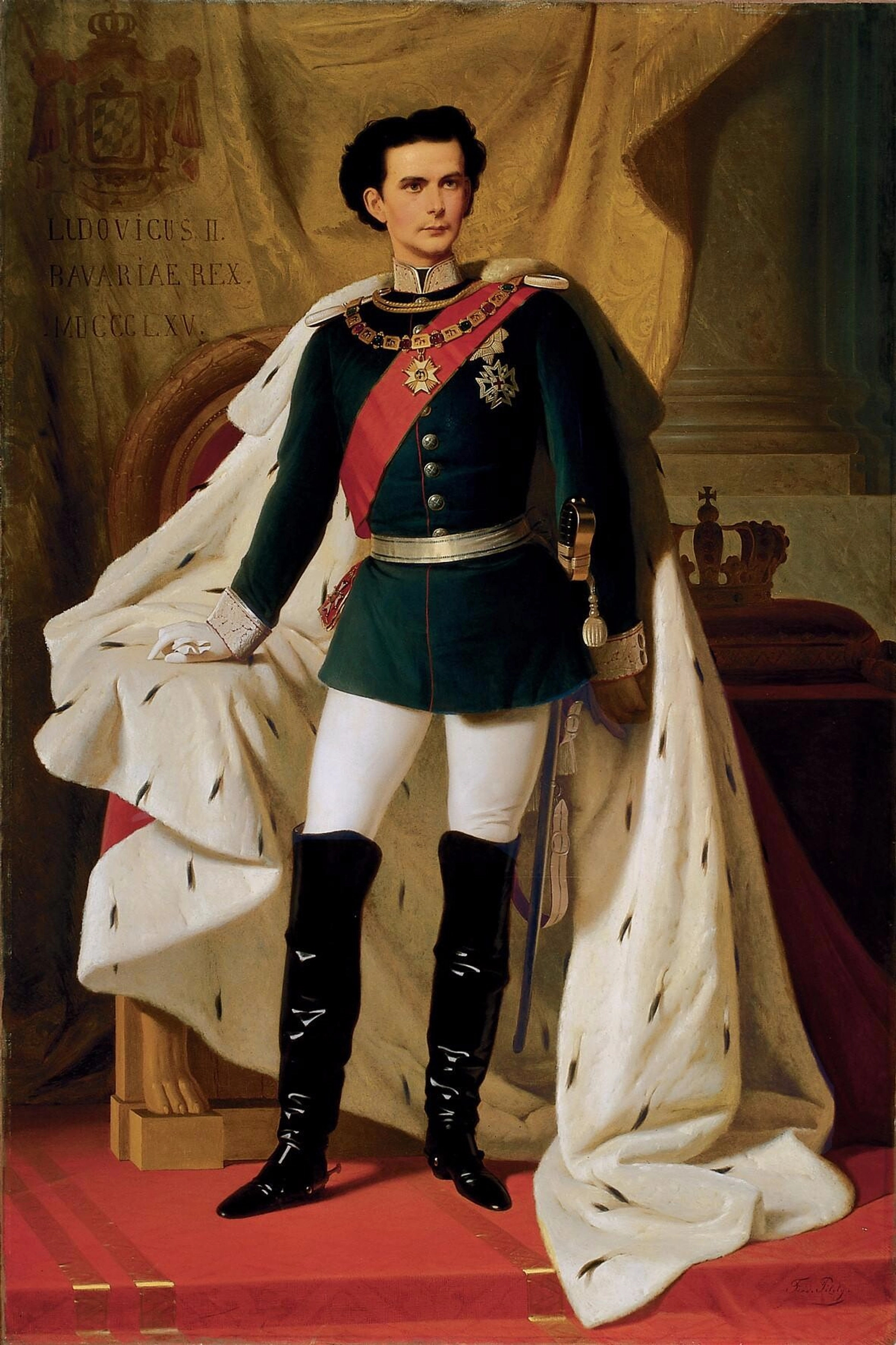
Ludvík II. Bavorský (* 25. srpna)

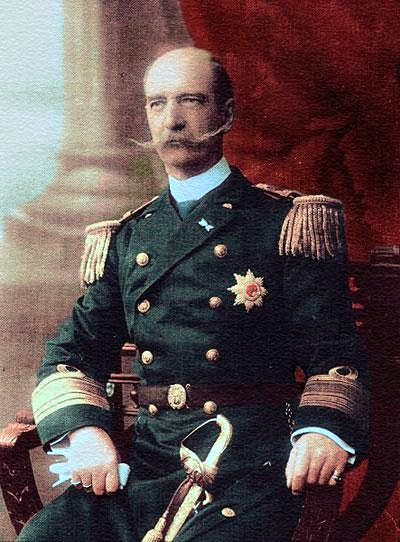
Jiří I. Řecký (* 24. prosince)

  - Vasilij Ivanovič Němirovič-Dančenko, ruský spisovatel a žurnalista († 18. září 1936)
  - Maria Consiglia Addatis, italská řeholnice († 11. ledna 1900)
- 7. ledna – Ludvík III. Bavorský, bavorský král († 18. října 1921)
- 13. ledna – Félix Tisserand, francouzský astronom († 20. října 1896)
- 19. ledna – Richard Buchta, rakouský cestovatel († 29. července 1894)
- 22. ledna – Paul Vidal de la Blache, francouzský geograf († 5. dubna 1918)
- 27. ledna – Adam Budwiński, polský právník († 1. ledna 1900)
- 2. února – Horatio Frederick Phillips, britský letecký konstruktér († 1924)
- 7. února – Josef Pommer, rakouský pedagog, sběratel lidových písní a politik († 25. listopadu 1918)
- 8. únor – Francis Ysidro Edgeworth, irský ekonom, matematik a statistik († 13. únor 1926)
- 11. února – Ahmet Tevfik Paša, osmanský státník a velkovezír († 8. října 1936)
- 14. února – Cecil De Vere, britský šachový mistr († 9. února 1875)
- 15. února – Elihu Root, americký právník a politik, nositel Nobelovy ceny míru († 7. února 1937)
- 17. února – Antonie Portugalská, portugalská infantka († 27. prosince 1913)
- 3. března – německý Georg Cantor matematik a tvůrce teorie množin († 6. ledna 1918)
- 10. března – Alexandr III. Alexandrovič, ruský car († 20. října 1894)
- 13. března – Jan Niecisław Baudouin de Courtenay, polský jazykovědec a slavista († 3. listopadu 1929)
- 15. března
  - Žofie Saská, saská princezna a bavorská vévodkyně († 9. března 1867)
  - Thomas Custer, důstojník armády USA († 25. června 1876)
- 27. března – Wilhelm Conrad Röntgen německý fyzik, nositel první Nobelovy ceny za fyziku, († 10. února 1923)
- 5. dubna – Pjotr Durnovo, ruský politik a ministr vnitra († 24. září 1915)
- 24. dubna – Carl Spitteler, švýcarský básník († 29. prosince 1924)
- 28. dubna – Jules Adeline, francouzský výtvarník, rytec a historik († 24. srpna 1909)
- 4. května – William Kingdon Clifford, anglický matematik a filozof († 3. března 1879)
- 8. května – Ignaz von Ruber, předlitavský státní úředník a politik († 7. listopadu 1933)
- 9. května – Gustaf de Laval, švédský vynálezce († 2. února 1913)
- 12. května – Gabriel Fauré, francouzský hudební skladatel († 4. listopadu 1924)
- 15. května
  - Jan Czerski, polský geolog, geograf a objevitel Sibiře († 25. června 1892)
  - Louis Rousselet, francouzský spisovatel a fotograf († 1929)
- 16. května – Ilja Iljič Mečnikov, ukrajinský lékař, nositel Nobelovy ceny za medicínu († 15. července 1916)
- 17. května – Jacint Verdaguer, katalánský kněz a básník († 10. července 1902)
- 30. května – Amadeus I. Španělský, španělský král z dynastie Savojských († 18. leden 1890)
- 1. června – Luis Alfonso y Casanovas, španělský spisovatel a novinář († 18. ledna 1892)
- 2. června – Étienne Lamy, francouzský spisovatel a politik († 9. ledna 1919)
- 18. června – Alphonse Laveran, francouzský lékař, nositel Nobelovy ceny za fyziologii a medicínu († 18. května 1922)
- 4. července
  - Thomas Barnardo, britský zakladatel dětských domovů († 19. září 1905)
  - Pál Szinyei Merse, slovenský malíř († 2. února 1920)
- 9. července – George Darwin, anglický astronom a matematik († 7. prosince 1912)
- 11. července – Ignác Radlinský, slovenský advokát († 16. května 1924)
- 15. července – Marie Terezie Rakousko-Těšínská, rakouská arcivévodkyně († 8. října 1927)
- 18. července – Tristan Corbière, francouzský básník († 1. března 1875)
- 9. srpna – André Bessette, kanadský římskokatolický řeholník, světec († 6. ledna 1937)
- 10. srpna
  - Willgodt Theophil Odhner, švédský inženýr a vynálezce († 15. září 1905)
  - Abaj Kunanbajuly, kazašský básník, filozof a hudební skladatel († 6. července 1904)
- 12. srpna – Al-Mahdí, súdánský vládce a islámský reformátor († 22. června 1885)
- 16. srpna – Gabriel Lippmann, francouzský fyzik, nositel Nobelovy ceny († 13. července 1921)
- 19. srpna – Edmond James de Rothschild, francouzsko-židovský podnikatel a šlechtic († 2. listopadu 1934)
- 21. srpna – William Healey Dall, americký přírodovědec († 27. března 1927)
- 22. srpna – Julius von Blaas, italský malíř († 1. srpna 1923)
- 25. srpna
  - Judith Gautier, francouzská spisovatelka († 26. prosince 1917)
  - Ludvík II. Bavorský, bavorský král († 13. června 1886)
- 27. srpna – Ödön Lechner, maďarský architekt († 10. června 1914)
- 9. září – Ignác Acsády, maďarský historik († 17. prosince 1906)
- 3. října – Richard Osvald, slovenský kněz, novinář a politik († 14. dubna 1926)
- 14. října – Olindo Guerrini, italský básník († 21. října 1916)
- 3. listopadu – Edward Douglass White, americký právník a voják († 19. května 1921)
- 5. listopadu – Paul Renouard, francouzský malíř, litograf, rytec a ilustrátor († 2. ledna 1924)
- 25. listopadu – José Maria de Eça de Queirós, portugalský spisovatel, publicista a diplomat († 16. srpna 1900)
- 9. prosince – Albert Hauck, německý luteránský teolog a církevní historik († 7. dubna 1918)
- 24. prosince – Jiří I. Řecký, řecký král z dynastie Glücksburgů († 8. března 1913)
- 26. prosince – Edward Rittner, předlitavský státní úředník, právník a politik († 27. září 1899)
- ? – Jean-Eugène Durand, francouzský fotograf († 1926)
- ? – John William Lindt, australský fotograf († 1926)
- ? – William Frederick Mitchell, britský malíř († 1914)
- ? – Edadil Kadınefendi, konkubína osmanského sultána Abdulazize († 1875)

## Úmrtí

### Česko

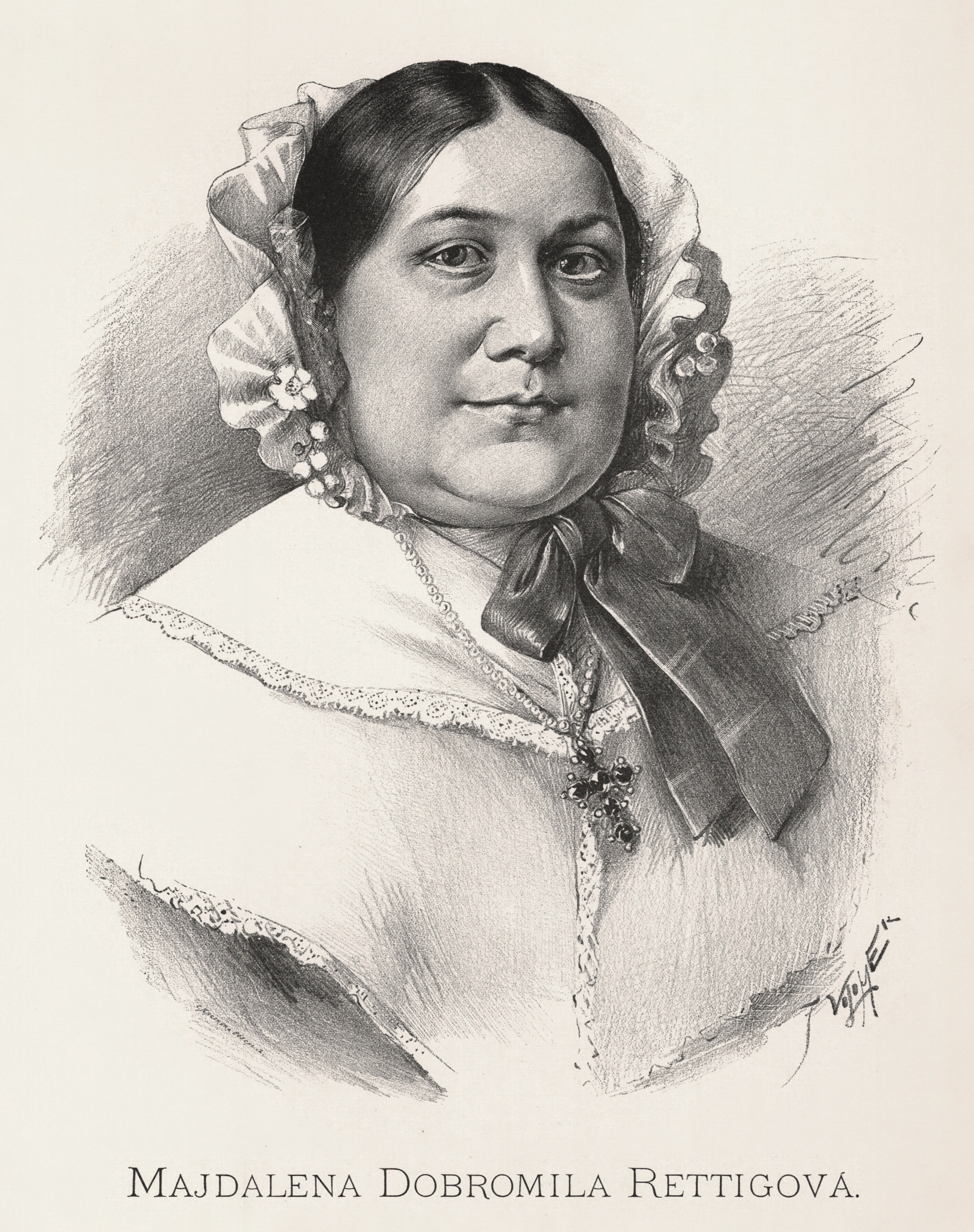
Magdalena Dobromila Rettigová († 5. srpna)

- 18. března – Arnošt Konstantin Růžička, 2. biskup českobudějovický (* 21. prosince 1761)
- 23. dubna – Jan Rudolf Czernin z Chudenic, prezident císařské akademie výtvarných umění (* 9. června 1757)
- 19. června – Jiří Döbler, kreslíř a rytec (* 20. dubna 1788)
- 5. srpna – Magdalena Dobromila Rettigová, buditelka a spisovatelka (* 31. ledna 1785)
- 26. srpna – Jan Jeník z Bratřic, důstojník, sběratel lidových písní (* 6. ledna 1756)
- 9. září – Josef Helfert, právník, průkopník památkové péče (* 28. října 1791)
- 10. září – Jan Perner, projektant a stavitel železnic (* 7. září 1815)
- 5. listopadu – Jan Evangelista Mácha, kněz a teolog (* 16. prosince 1798)

### Svět
- 12. ledna – Nicola Grimaldi, italský kardinál (* 19. července 1768)
- 18. března – Jonathan Chapman, misionář Církve Nového Jeruzaléma (* 26. září 1774)
- 7. dubna – Julie Clary, manželka Josefa Bonaparta, španělská královna (* 26. prosince 1771)
- 18. dubna – Nicolas-Théodore de Saussure, švýcarský fytochemik (* 14. dubna 1767)
- 25. dubna – Alois Ugarte, předseda zemských vlád v Horních Rakousích a na Moravě (* 9. března 1784)
- 2. května – Guillaume de Vaudoncourt, francouzský generál a válečný historik (* 24. září 1772)
- 3. května – Thomas Hood, anglický básník a humorista (* 23. května 1799)
- 11. května – Jane Irwin Harrisonová, 1. dáma USA, snacha prezidenta Williama Harrisona (* 23. července 1804)
- 12. května – August Wilhelm Schlegel, teoretik německého romantizmu (* 18. září 1767)
- 8. června – Andrew Jackson, americký prezident (* 15. března 1767)
- 11. června – Karl Julius Perleb, německý přírodovědec (* 20. května 1794)
- 22. června – Heinrich von Bellegarde, rakouský polní zbrojmistr (* 29. srpna 1756)
- 12. července
  - Henrik Wergeland, norský spisovatel a básník (* 17. června 1808)
  - Ludwig Persius, pruský architekt (* 15. února 1803)
- 17. července – Charles Grey, britský státník (* 13. března 1764)
- 8. srpna – Marie Josefa Esterházyová, lichtenštejnská knížecí princezna a kněžna z Esterházy (* 13. dubna 1768)
- 18. srpna – konkubína osmanského sultána Abdulmecida I. (* 1825)
- 21. srpna – Vincent-Marie Viénot de Vaublanc, francouzský politik (* 14. března 1756)
- 23. srpna – Amédée Louis Michel Lepeletier, francouzský entomolog (* 9. října 1770)
- 2. září – Bernardino Rivadavia, argentinský státník a první prezident Argentiny (* 20. května 1780)
- 27. října – Jean Charles Athanase Peltier, francouzský fyzik (* 22. února 1785)
- 30. prosince – Nicolas-Toussaint Charlet, francouzský malíř (* 20. prosince 1792)
- ? – Francisco Manuel Blanco, španělský mnich a botanik (* 1778)
- ? – Jakov Michajlovič Kolokolnikov-Voronin, ruský malíř (* 1782)

## Hlavy států

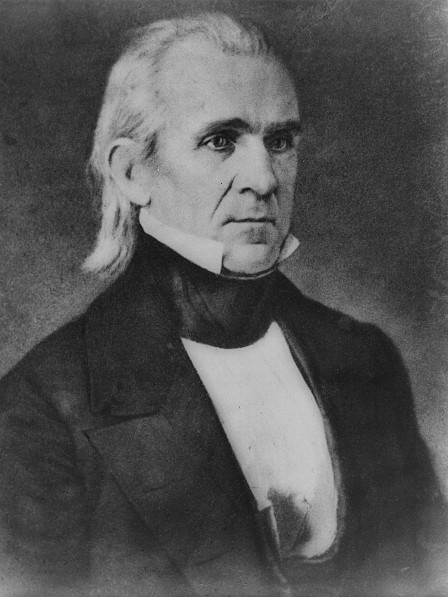
Americkým prezidentem se stal James K. Polk

- Francie – Ludvík Filip (1830–1848)
- Království obojí Sicílie – Ferdinand II. (1830–1859)
- Osmanská říše – Abdülmecid I. (1839–1861)
- Prusko – Fridrich Vilém IV. (1840–1861)
- Rakouské císařství – Ferdinand I. (1835–1848)
- Rusko – Mikuláš I. (1825–1855)
- Spojené království – Viktorie (1837–1901)
- Španělsko – Isabela II. (1833–1868)
- Švédsko – Oskar I. (1844–1859)
- USA – John Tyler (1841–1845) do 4. března / James K. Polk (1845–1849) od 4. března
- Papež – Řehoř XVI. (1830–1846)
- Japonsko – Ninkó (1817–1846)
- Lombardsko-benátské království – Rainer Josef Habsbursko-Lotrinský